# Martino Pusterla
Martino Pusterla (* um 1415 in Mailand; † Juli 1460 ebenda) war ein mailändischer Kleriker, Doktor der Rechte und Bischof von Como.

## Leben
Martino war Sohn des Adligen Giovanni, Lehnsmann von Tradate, Bruder des Bischofs Antonio Pusterla. Er studierte Rechtswissenschaften an der Universität Pavia, wo er zwischen dem 12. August 1438 und dem 15. April 1445 nachgewiesen ist. Im Oktober 1446 und 1447 gehörte er zu den Vortragenden. Er gehörte dem Collegio dei Giuristi in Mailand an und war Kleriker und Kanoniker am Mailänder Dom. Am 23. Dezember 1457 wurde er auf Empfehlung des Herzogs von Mailand Francesco I. Sforza von Papst Calixt III. als Nachfolger seines Bruders zum Bischof von Como gewählt.
Am 20. Februar 1458 war er im Besitz der Diözese. Die Aufgaben des Auxiliars wurden von Giacomo de Mansuetis, Titularbischof von Byblos, wahrgenommen. Im April 1458 wurde er auch von Giovanni da Lodi, Titularbischof von Anterados, unterstützt. In einer Urkunde vom 12. Juli 1460 wird sein Name noch erwähnt, und am 18. Juli wurde sein Tod dem Herzog von Mailand mitgeteilt.